# Arhopalus exoticus
Arhopalus exoticus es una especie de escarabajo longicornio del género Arhopalus, tribu Asemini, subfamilia Spondylidinae. Fue descrita científicamente por Sharp en 1905.

## Descripción
Mide 16-26 milímetros de longitud.

## Distribución
Se distribuye por China, Laos, Birmania, Nepal y Vietnam.